# (8728) Mimatsu
(8728) Mimatsu (1996 VF9) – planetoida z pasa głównego asteroid okrążająca Słońce w ciągu 3,65 lat w średniej odległości 2,37 au. Odkryta 7 listopada 1996 roku.